# День женщины (фильм)
«День женщины» (англ. Day of the Woman), также известный под названием «Я плюю на ваши могилы» (англ. I Spit on Your Grave), — американский триллер 1978 года режиссёра Мейра Зарки. Главные роли исполнили Камилла Китон, Эрон Табор, Ричард Пейс, Энтони Николс и Гюнтер Климанн. Фильм рассказывает историю Дженнифер Хиллз, писательницы-фантаста из Нью-Йорка, которая мстит каждому из своих мучителей после группового изнасилования.
Фильм известен своим противоречивым изображением экстремального графического насилия, в частности, длинными изображениями группового изнасилования, которые занимают 30 минут всего фильма. Во время широкого проката фильм подвергся цензуре, в Великобритании фильм попал в список video nasty. Фильм также был разгромлен критиками, например, Роджер Эберт назвал его «мерзким мешком мусора». Фильм остается весьма спорным по сей день, даже будучи признанным одним из худших фильмов, когда-либо снятых. По мнению, именно эта полемика привела к тому, что фильм стал культовой классикой. Несмотря на споры и негативные отзывы, игра Камиллы Китон была высоко оценена критиками, в частности она получила награду за лучшую женскую роль на кинофестивале в Сиджесе.
В 2010 году вышел одноимённый ремейк фильма, а позже его продолжения: «Я плюю на ваши могилы 2» (2013) и «Я плюю на ваши могилы 3» (2015). Прямое продолжение фильма 1978 года под названием «Я плюю на ваши могилы: Дежавю» было выпущено в 2019 году, к его производству вернулись Зарки и Китон.

## Сюжет
Молодая писательница Дженнифер Хиллз, живущая на Манхэттене, снимает отдалённый коттедж в штате Коннектикут, недалеко от реки Хусатоник в сельской местности округа Литчфилд, чтобы написать свой первый роман. Прибытие привлекательной и независимой молодой женщины привлекает внимание Джонни Стиллмана, менеджера заправочной станции, и Стэнли Вудса и Энди Чиренски, двух безработных мужчин. Дженнифер доставляет продукты Мэттью Дункан, который является слегка умственно отсталым. Мэттью дружит с тремя другими мужчинами и рассказывает им о красивой женщине, которую он встретил, утверждая, что видел её грудь.
Стэнли и Энди начинают проплывать мимо коттеджа на своей лодке и рыскать вокруг дома по ночам. Однажды мужчины нападают на Дженнифер. Она понимает, что они спланировали её похищение, чтобы Мэттью мог потерять девственность. Она сопротивляется, но трое мужчин срывают с неё бикини. Мэттью отказывается насиловать Дженнифер из уважения и жалости к ней, поэтому вместо этого Джонни и Энди насилуют её. После того, как она уползает обратно в свой дом, они снова нападают на неё. Мэттью, наконец, насилует её после употребления алкоголя. Другие мужчины высмеивают её книгу и разрывают рукопись, а Стэнли жестоко насилует её. Она теряет сознание; Джонни понимает, что девушка свидетель их преступлений, и приказывает Мэттью пойти и убить её. Мэттью не может заставить себя ударить её ножом, поэтому он обмакивает нож в её кровь, а затем возвращается к другим мужчинам, утверждая, что убил её.
В последующие дни травмированная Дженнифер приходит себя. Она идет в церковь и просит прощения за то, что собирается сделать. Мужчины узнают, что Дженнифер выжила, и избивают Мэттью за то, что он обманул их. Дженнифер заказывает продукты, зная, что Мэттью доставит их. Он берет продукты и нож. В хижине Дженнифер предлагает ему заняться сексом под деревом. Затем она вешает его и бросает его тело в озеро.
На заправке Дженнифер соблазняет Джонни и просит сесть в её машину. Она останавливается на полпути к своему дому, наставляет на него пистолет и приказывает снять всю одежду. Джонни утверждает, что всё изнасилования были её виной, потому что она соблазняла мужчин, разгуливая в откровенной одежде. Она делает вид, что верит в это, и приглашает его вернуться в свой коттедж для горячей ванны, где она мастурбирует ему. Когда Джонни упоминает, что Мэттью пропал без вести, Дженнифер заявляет, что убила его; когда он приближается к оргазму, она берет нож, который Мэттью принес с собой, и отрезает половые органы Джонни. Она выходит из ванной, запирает дверь и слушает классическую музыку, пока Джонни кричит, истекая кровью до смерти. После того, как он умирает, она бросает его тело в подвал и сжигает его одежду в камине.
Стэнли и Энди узнают, что Джонни пропал, и отправляются на своей лодке к дому Дженнифер. Энди выходит на берег с топором. Дженнифер подплывает к лодке и сталкивает Стэнли за борт. Энди пытается напасть на неё, но она убегает с топором. Энди пытается спасти Стэнли, но Дженнифер вонзает топор в его спину. Стэнли подходит к лодке и хватает мотор, чтобы забраться на борт, умоляя Дженнифер не убивать его, но она заводит мотор и он потрошит Стэнли. После чего девушка уплывает.

## В ролях
- Камилла Китон — Дженнифер Хиллз[англ.]
- Эрон Тейбор — Джонни Стиллман
- Энтони Николс — Стэнли Вудс
- Ричард Пейс — Мэттью Дункан
- Гюнтер Климанн — Энди Чиренски

## Производство

### Сценарий
Вдохновением для «Дня женщины» послужил случай, произошедший с Мейром Зарки в 1974 году. Зарки и его друг проезжали мимо парка, когда они увидели окровавленную и голую девушку, выползающую из кустов (позже он узнал, что она шла обычным коротким путем к дому своего парня, когда на неё напали). Они подобрали её и отвезли в полицейский участок, откуда её забрала скорая помощь. Вскоре после этого отец женщины написал Зарки и его другу благодарственное письмо за помощь его дочери. Идея сценария начала складываться у Зарки, когда Юри Хавив, оператор фильма, пригласил его провести выходные в летнем доме, который он арендовал в Кенте, Коннектикут, неподалеку от реки Хаусатоник. В конце концов Зарки решил снимать в этих местах, потому что они создавали умиротворённую атмосферу для героини фильма Дженнифер Хиллз. Он потратил четыре месяца на написание сценария, большая часть которого была написана по его обычному маршруту в свой офис на Таймс-сквер и обратно домой, где вечером его жена печатала на машинке рукописные страницы. Пишущая машинка, которой пользовалась его жена, видна в фильме как та же самая, которую Дженнифер использует для завершения своей рукописи.

### Подбор актёров
Чтобы найти актёров, Закри дал объявление о кастинге в журнале, заявив, что требуется одна девушка и четыре мужчины в возрасте 20 лет для съёмок в малобюджетной постановке. Камилла Китон была одной из более чем 4000 актрис, которые пробовались на роль Дженнифер. Зарки устроил собеседование для Китон и нашел её «опытной актрисой», а также «красивой и фотогеничной». После серии прослушиваний, проведённых для выяснения пригодности Китон для этой роли, Зарки был убеждён, что она сможет сыграть её как требуется.

## Релиз
Зарки долго и безуспешно пытался найти дистрибьютора фильма, в конце концов он сам взялся заниматься этим самостоятельно. Он устроил несколько непродолжительных показов в автокинотеатрах, в итоге он едва смог отбить затраты на рекламную кампанию. В 1980 году распространением фильма стала заниматься компания The Jerry Gross Organization, единственное, что они пожелали так это заменить название — так фильм стал называться «Я плюю на ваши могилы». Американская ассоциация кинокомпаний попыталась запретить продюсерам фильма использовать рейтинг R. После того, как ассоциация присвоила фильму рейтинг R, продюсер фильма добавил сцены изнасилования, сделав его фильмом с рейтингом X. Фильм был перевыпущен в США, а также в некоторых странах Европы.

### Запрет в разных странах
Многие страны, включая Ирландию, Норвегию, Исландию и Западную Германию, вообще запретили фильм, заявив, что он «прославляет насилие в отношении женщин». Канада первоначально запретила фильм, но в 1990-х годах решила разрешить отдельным самим провинциям решать, разрешать ли его выпуск. С 1998 года некоторые провинции (такие как Манитоба, Новая Шотландия и Квебек) выпустили фильм с рейтингом, отражающим его содержание.
Американская версия фильма, подвергнутая цензуре, была выпущена в Австралии в 1982 году с рейтингом R 18+. В 1987 году фильм предлагали запретить. Он продолжал продаваться на видео до 1997 года, пока очередная реклассификация не привела к его запрету в Австралии. В 2004 году полная версия была удостоена рейтинга R 18+, снявши с себя семилетний запрет. Управление классификации фильмов и литературы обосновало это решение тем, что кастрация не является сексуальным насилием (австралийский закон о цензуре запрещает выпуск фильмов, в которых сцены сексуального насилия изображены как приемлемые или оправданные).
В Соединенном Королевстве британские цензоры отказали фильму в получении сертификата. Однако, поскольку фильмы на видео в то время не нуждались в сертификатах цензора, он был выпущен на домашнем видео. Он фигурировал в списке фильмов, за распространение которых было уголовное преследование. В 2001 году, когда была выпущена сильно сокращенная версия, в которой были тщательно отредактированы сцены изнасилования, фильму удалось получить рейтинг «18».
В Новой Зеландии необрезанная версия фильма (102 минуты) была классифицирована в 1984 году как R20 с описательной пометкой «Содержит графическое насилие, контент может вызвать тревожность» (англ. Contains graphic violence, content may disturb). Другие версии с более коротким хронометражем (до 96 минут) также были классифицированы в 1984 и 1985 годах и получили ту же классификацию.

### Коммерческий успех
В интервью 1984 года Зарки сказал, что 20 миллионов человек по всему миру посмотрели фильм. В театральном прокате фильм провалился, но сумел добиться некоторого успеха в продажах на видео. «Я плюю на ваши могилы» занял 24-е место в списке бестселлеров Billboard за 1981 год. Фильм оставался в топ-40 лучших видеокассет списка Billboard в течение 14 недель подряд. К 1982 году фильм был перевыпущен на видео шесть раз в Соединенных Штатах из-за высокого спроса. В 1984 году Зарки заявил: «Я узнал, что из миллионов видеомагнитофонов в Англии, возможно, есть один дом, в котором не видели этот фильм».

## Отзывы критиков

### Современники
«Я плюю на ваши могилы» получил в основном негативные отзывы от критиков. Кинокритик Роджер Эберт назвал его «мерзким мешком мусора… без малейшего художественного признака», добавив, что «просмотр этого было одним из самых удручающих событий в моей жизни». Он упомянул в своем обзоре, что женщина-зрительница (одна из многих людей, которые случайно говорили вслух) проявила «феминистскую солидарность с героиней фильма». Он написал: «Я хотел спросить, была ли так она потрясена часом сцен изнасилования в фильме». Эберт также был одним из многих, кто назвал низкое качество производства фильма слабостью в дополнение к сценам, которые он счел оскорбительными, заявив: «История в фильме рассказывается с идиотской простотой. Эти ужасные события показаны с абсолютным минимумом диалога, который настолько плохо записан, что его часто невозможно услышать. Нет никакой попытки развить личности персонажей — это просто девушка и четверо мужчин, один из которых умственно отсталый. Фильм представляет собой не что иное, как серию нападений на девушку, а затем её нападения на мужчин, прерываемых только невероятно гротескной и неуместной сценой, в которой она входит в церковь и просит прощения за убийства, которые она планирует совершить». Эберт также включил его в свой список «самых ненавистных» и считал его худшим фильмом, когда-либо снятым. Его поддержал коллега по программе «Sneak Previews» критик Джин Сискел. В более позднем эпизоде, Сискел и Эберт выбрали фильм как худший фильм 1980 года, Эберт же заявил: «люди, которые сделали этот фильм должны очень стыдиться себя, а также люди, которые выпустили его и люди, которые пошли, чтобы увидеть его… это действительно бесчеловечный, больной фильм».
Критик Люк Томпсон из The New Times заметил, что «защитники фильма утверждали, будто на самом деле он про-женский, из-за того, что в конце концов побеждает героиня-женщина, но ведь также можно сказать, что петушиные бои являются про-петушиными, потому что всегда остается один стоящий». Кинокритик Марк Кермод высказал мнение, что это «глубоко, глубоко проблематично в самые лучшие времена[прояснить]» и не так интересно, как более ранние эксплуатационные фильмы, такие как «Последний дом слева». Критик Дэвид Кейс назвал его худшим фильмом 1980-х годов.
Один из авторов «Энциклопедии ужасов» отмечает, что фильм вызвал много споров «за» и «против», часто с участием людей, которые явно на самом деле не видели фильм. «Мужчины настолько непривлекательны, а изнасилования настолько мучительны, затянуты и ярко представлены, что трудно представить, чтобы большинство зрителей мужского пола отождествляли себя с преступниками, особенно учитывая повествовательную структуру фильма и мизансцену, заставляющую зрителя посмотреть на действие с точки зрения героини Китон. Кроме того, нет никаких намеков на то, что она „просила об этом“ или наслаждалась этим, за исключением, конечно, собственного линчевания насильников, от которого фильм тщательно дистанцируется». Автор также заявляет, что сцены мести были «будто нарочно неправильно истолкованы некоторыми критиками», поскольку Дженнифер только «притворяется, что наслаждается изнасилованием, чтобы заманить мужчин для их казни», и что в этих сценах фильм критикует «знакомые мужские аргументы о том, что женщины „сами навлекают это на себя“» как «просто сексистскую, самооправдывающуюся риторику и довольно четко представленную как таковую».

### Поздний взгляд
Со временем последовала переоценка фильма. Например, Кэрол Дж. Кловер в третьей главе своей книги 1992 года «Мужчины, женщины и бензопилы» отмечает, что она и её единомышленники «ценят, хотя и неохотно, то, как жестокая простота [фильма] раскрывает главную движущую силу популярной культуры». Кловер далее утверждает, что симпатии фильма полностью на стороне Дженнифер, что мужская аудитория должна отождествлять себя с ней, а не с нападавшими, и что смысл фильма — мазохистское отождествление с болью, используемое для оправдания кровавого катарсиса из мести. Кловер написала, что, по её мнению, фильм в долгу перед «Избавлением».
Майкл Камински в 2007 году в своей статье под названием «Действительно ли „Я плюю на ваши могилы“ — непонятый феминистический фильм?» утверждает, что, когда становятся понятный обстоятельства, которыми режиссёр Зарки был вдохновлен, чтобы сделать фильм, он может быть одинаково уместен для анализа, как со стороны «исполнения желаний феминисток», так и как средство самовыражения в ответ на насилие в отношении женщин.
Британская феминистка Джули Биндель, которая участвовала в пикетах у кинотеатров Лидса, когда фильм был выпущен, сказала, что она ошибалась насчет фильма и что это феминистический фильм.
В настоящее время сайте-агрегаторе Rotten Tomatoes фильм имеет рейтинг одобрения в 53 % на основании 37 рецензий и средний бал в 5,4/10. Его консенсус гласит: «„Я плюю на ваши могилы“ такой же агрессивно-эксплуататорский, как и предполагает его название, хотя, как грубый ответ на женоненавистничество, он обладает определенной неоспоримой силой».
Сам режиссёр заявил, что ему наплевать на мнение критиков. Он также отрицал, что фильм был эксплуататорским, а жестокий характер фильма был необходим для того, чтобы рассказать историю. Он назвал актрису Камиллу Китон «храброй» за то, что она согласилась на эту роль.

## Сиквелы и ремейк
CineTel Films приобрела права на ремейк «Я плюю на ваши могилы», который был выпущен на Хэллоуин 2010 года во всем мире. Ремейк был спродюсирован президентом и генеральным директором CineTel Полом Герцбергом и Лизой Хансен, а исполнительными продюсерами выступили Джефф Кляйн, Алан Острофф, Гэри Нидл и Зарки. Режиссёром выступил Стивен Р. Монро, роль Дженнифер исполнила Сара Батлер. Продолжение «Я плюю на ваши могилы 2» было выпущено 20 сентября 2013 года, в главных ролях Джемма Даллендер, Джо Абсолом, Явер Бахаров и Александар Алекиов. Он также был снят режиссером Стивеном Р. Монро. Второе продолжение, «Я плюю на ваши могилы 3», вышло в 2015 году.
Официальное продолжение оригинальной картины «Я плюю на ваши могилы: Дежавю», снятое режиссёром Мейром Зарки, было закончено в октябре 2016 года, в фильме снялась также Камилла Китон в роли Дженнифер Хиллз.